# Ahnengau

Geographische Lage des „Ahnengaus“ in der Ostmark.

Der Ahnengau (auch Ahnengau des Führers) war in der Zeit des Nationalsozialismus eine Bezeichnung für das Bundesland Niederösterreich, das seit dem Anschluss Österreichs an das Deutsche Reich den Namen „Niederdonau“ trug. Der Grund hierfür war, dass die Familie Hitler, insbesondere Adolf Hitlers Vater Alois Hitler, ursprünglich aus Döllersheim (heute Pölla) und seine Mutter Klara Hitler aus Spital im Waldviertel stammten. Nationalsozialisten pflanzten Hitler-Eichen, die Gemeinde Großpoppen verlieh als erste Österreichs Adolf Hitler die Ehrenbürgerwürde.
Allerdings wurden die Einwohner von Döllersheim und etlichen weiteren Siedlungen zwischen 1938 und 1941 aus ihrer Heimat vertrieben, da die deutsche Wehrmacht einen großen Truppenübungsplatz auf dem Gebiet anlegte, den heute noch bestehenden Truppenübungsplatz Allentsteig.